# Зайончковский, Пётр Андреевич
Пётр Андре́евич Зайончко́вский (5 [18] сентября 1904, Уральск, Уральская область — 30 сентября 1983, Москва) — советский историк, источниковед, археограф и библиограф. Доктор исторических наук (1950), профессор, заслуженный деятель науки РСФСР (1980). Основоположник научной школы по изучению политической истории России второй половины XIX — начала XX веков.

## Биография
Представитель дворянского рода Смоленской губернии, находившегося в родстве с Нахимовыми. Отец — Андрей Чеславович Зайончковский, военный врач. Дядя, Николай Чеславович Зайончковский, сенатор, товарищ обер-прокурора Св. Синода. П. А. Зайончковский всегда с почтением относился к своей родословной и семейным традициям.
В 1914—1918 учился в 1-м Московском кадетском корпусе, в 1918—1919 — в Киевском кадетском корпусе. Систематического образования в советской высшей школе не получил, так как из-за социального происхождения был вынужден работать пожарным, служащим на железной дороге, рабочим на машиностроительном заводе в Москве (до 1935), где в 1931 вступил в ВКП(б). Одновременно завершил среднее образование.
В 1937 окончил экстерном Московский институт философии, литературы и истории (МИФЛИ). Кандидат исторических наук (1940, диссертация по истории Кирилло-Мефодиевского общества была подготовлена под руководством его учителя, академика Ю. В. Готье). С 1940 (с перерывом на войну) был преподавателем русской истории в Московском областном педагогическом институте.
В начале Великой Отечественной войны пошёл добровольцем в армию, хотя кандидаты наук были освобождены от призыва. Владея немецким языком, занимался распропагандированием войск противника на разных фронтах — под Сталинградом, на Курской дуге, на Правобережной Украине. 6 февраля 1943 года старший инструктор 7-го отделения политотдела 66-й армии Донского фронта капитан Зайончковский П. А. приказом командующего фронтом генерал-полковника К. К. Рокоссовского за образцовое выполнение боевых заданий командования и проявленные при этом доблесть и мужество был награждён орденом Красной Звезды. Приказом от 11 января 1944 года старший инструктор политотдела 110-й гвардейской стрелковой дивизии по работе среди войск и населения противника майор П. А. Зайончковский награждён орденом Отечественной войны 2-й степени. В 1944 году в связи с тяжелой контузией демобилизован в звании гвардии майора.
В 1944—1952 — заведующий отделом рукописей Государственной библиотеки им. В. И. Ленина. За этот период были выпущены «Краткий указатель архивных фондов» и «Указатель воспоминаний, дневников и путевых заметок XVIII—XIX вв.», возобновлён выпуск «Записок отдела рукописей», издавались тематические публикации документов, в том числе «Дневника» Дмитрия Милютина. Отдел приобрёл много новых ценных материалов, сотрудники начали выезжать в археографические экспедиции.
С 1948 года преподавал в Московском государственном университете, в 1951—1983 — профессор исторического факультета. Доктор исторических наук (1950, диссертация по истории военных реформ в России 1860—1970-х годов). Профессор. В 1952—1954 по совместительству был директором Научной библиотеки МГУ. Ответственный редактор журнала «Научные доклады высшей школы. Исторические науки» (1958—1961). В 1959—1972 также работал профессором Горьковского университета.
Почётный член Американской ассоциации историков (1967), член-корреспондент Британской академии (1973), лауреат Гарвардской премии Масквейна (1968).
Жена — Ираида Павловна, урождённая Скорнякова; дочь — Валерия Петровна Зайончковская; брат — Вадим Андреевич Зайончковский.

## Научная деятельность
Создал свою научную школу. Под его руководством защищено 12 докторских и около 50 кандидатских диссертаций. Оказал большое влияние на развитие американской школы русистики, его стажёрами были многие крупные ученые США, изучающие историю России, в том числе Теренс Эммонс, Альфред Рибер, Даниэл Филд, Ричард Уортман. В 1960—1970-е годы под его руководством каждый год занимались от трёх до пяти иностранных стажёров.
Автор восьми монографий о реформах 1860—1870 годов, о политике России второй половины XIX века, по истории российского чиновничества и офицерского корпуса. Его труды переведены на иностранные языки (английский, японский). Высоко оценивал военные реформы, проводимые в царствование Александра II под руководством министра Д. А. Милютина. Изучая крестьянскую реформу 1861, уделял значительное внимание её подготовке. Подчёркивал прогрессивный характер крестьянской реформы — до него внимание советских историков концентрировалось на том, что её проводили «крепостники». Значительное внимание уделял как эволюции государственных институтов, так и роли личности в истории: его книги «насыщены» людьми.
Под его редакцией вышли научные издания дневников российских государственных деятелей XIX века Д. А. Милютина (т. 1—4, 1947—1950), П. А. Валуева (т. 1—2, 1961), А. А. Половцова (т. 1—2, 1965), фундаментальные библиографические издания «Справочники по истории дореволюционной России: Библиография» (1971; 2-е изд., пересмотр. и доп., 1978) и «История дореволюционной России в дневниках и воспоминаниях: Аннотированный указатель книг и публикаций в журналах» (1976—1989, всего 5 томов в 13 книгах, последние 5 книг вышли после кончины учёного). Много работал в архивах и библиотеках. Каждый свой день рождения отмечал посещением архива. Скончался в Государственной библиотеке им Ленина (ныне Российская государственная библиотека), работая над материалами для очередного тома указателя «История дореволюционной России в дневниках и воспоминаниях».

### Основные работы
- Военные реформы 1860—1870 гг. в России. — М., 1952.
- Проведение в жизнь крестьянской реформы 1861 г. — М., 1958.
- Кирилло-Мефодиевское общество (1846—1847). — М. : Изд-во Моск. ун-та, 1959. — 172 с.
- Кризис самодержавия на рубеже 1870—1880-х гг. — М., 1964.
- Отмена крепостного права в России, 3 изд. — М., 1968.
- Российское самодержавие в конце XIX столетия. — М. : Мысль, 1970. — 442 с.
- Русский офицерский корпус на рубеже двух столетий (1881—1903 гг.) // Военно-исторический журнал. 1971. № 8. С. 39—47.
- Самодержавие и русская армия на рубеже XIX—XX столетий, 1881—1903. — М., 1973.
- История дореволюционной России в дневниках и воспоминаниях / Под науч. руководством П. А. Зайончковского. XV — 1 марта 1917 г. Т. 1—5. — М.: Книга, 1976—1989.
- Правительственный аппарат самодержавной России в XIX в. — М.: Мысль, 1978. — 288 с.
- Офицерский корпус русской армии перед Первой мировой войной // Вопросы истории. 1981. № 4. С. 21—29.
- Зайончковский П. А. Высшее военное управление. Император и царствующий дом // П. А. Зайончковский (1904—1983 гг.): Статьи, публикации и воспоминания о нём. — М., 1998. С. 70—98.

## Оценки
- Лариса Захарова: «В своих работах Зайончковский строго придерживался непреложного правила — уважения к факту. Бережное отношение к историческому факту являлось его символом веры и сознательно противопоставлялось идеологизации и партийному диктату в исторической науке, что само по себе уже свидетельствовало о принципиальности учёного. Не случайно параллельно с монографиями П. А. Зайончковский занимался публикацией источников, не случайно его книги всегда содержат библиографию, указатели, приложения из таблиц или документов. Точность и богатство фактического материала обеспечивают долговечность его исследований, о чём он всегда заботился»[3].
- Ричард Уортман: «Не кто иной, как П. А. Зайончковский проложил путь к серьёзным научным исследованиям Российского имперского государства. Благодаря его многочисленным монографиям, изданиям дневников и мемуаров стало ясно, что государство являло собой целый культурный мир, с собственными ценностями, устремлениями, политической жизнью и идеологией. Зайончковский признавал роль „субъективного фактора“ в истории, выносил эту проблему на обсуждение, хотя, разумеется, не мог делать это в печати. Он рассматривал подготовку великих реформ 1860-х годов не как вынужденный ответ на пресловутую „революционную ситуацию“ (пусть даже он и должен был официально разделять этот взгляд в своих публикациях), но как процесс, протекавший в самой среде бюрократии, представители которой … разработали планы преобразований России, открывавших новую эру… Зайончковский полагал, что для понимания субъективного фактора необходимо изучать взгляды и идеи правительственных деятелей»[4].